# Hu Mei (gymnaste)
Pour les articles homonymes, voir Hu Mei.
Hu Mei (chinois : 胡美 / pinyin : Hú Měi, née le 9 avril 1987 à Nanning) est une ancienne gymnaste rythmique chinoise.

## Biographie
Hu Mei est née à Nanning, mais sa famille est originaire du Guangdong. Son père était un simple ouvrier. Sa tante l'envoie à l'école de gymnastique quand elle a quatre ans. Elle participe à une compétition de gymnastique à ses six ans, mais n'est pas jugée assez bonne. Un entraîneur de Liuzhou décide cependant de la recruter et elle rejoint leur équipe de gymnastique pendant trois ans. Lorsqu'elle à neuf ans, elle rejoint l'école de gymnastique de Shenzhen.
En 1998, elle gagne la troisième place aux championnats nationaux juniors et l'année suivante, elle y décroche la première place. En 2003, elle est vice-championne de France et troisième à une compétition en Bulgarie. En 2003, elle est sélectionnée pour participer dans l'école nationale de gymnastique. Elle participe aux Jeux olympiques d'été de 2004 à Athènes pour l'équipe de gymnastique de la Chine. Après sa participation, où elle ne remporte aucune médaille, Hu s'inscrit en administration à l'université Sun Yat-sen. 
Le 10 septembre 2008, Hu Mei retourne à Nanning avec le joueur de basketball Zhu Fangyu pour se marier avec lui. Le couple s'était rencontré pendant les Jeux olympiques de 2004 et s'étaient fréquentés depuis. Leur arrivée à l'aéroport international de Nanning Wuxu a suscité de vives voix chez les journalistes venus accueillir Zhu. La première étape de leur mariage s'était déroulé à Dongguan. Les deux ont ensuite rejoint leurs demeures respectives pour se préparer au mariage avant que la cérémonie officielle n'ait lieu, au domicile de la mère de Zhu. Un banquet est organisé après le mariage. Le couple a deux enfants.
En 2014, le couple divorce, après que Hu accuse Zhu de l'avoir trompée avec une autre femme, qu'on peut voir sur plusieurs photos de Zhu prises par des journalistes à Sanya. Hu a aussi accusé Zhu d'avoir essayé d'étouffer le divorce et qu'il n'allait pas apporter de soutien financier pour elle et leurs enfants. Zhu s'est excusé publiquement, mais ses excuses n'étaient que pour sauver sa face, selon Hu. Zhu accepte finalement la garde du fils aîné, et se remarie quelques années plus tard. Le nouveau couple a un fils. Hu reste finalement très triste de la conclusion finale du divorce, puisqu'elle aurait aimé pouvoir revoir son fils aîné. Elle vit actuellement à Canton.